# ليمان جيمس بريغز
ليمان جيمس بريغز (بالإنجليزية: Lyman James Briggs) (7 مايو 1874 – 25 مارس 1963) كان مهندسًا وفيزيائيًا وإداريًا أمريكيًا. شغل منصب المدير الثالث للمكتب الوطني للمعايير خلال فترة الكساد الكبير، كما ترأس "لجنة اليورانيوم" قبل دخول الولايات المتحدة في الحرب العالمية الثانية.
سُمّيت كلية "ليمان بريغز" في جامعة ولاية ميشيغان تكريمًا له.

## معرض

منح علماء من أجل العم سام ميدالية ماجلان الذهبية.للدكتور ليمان
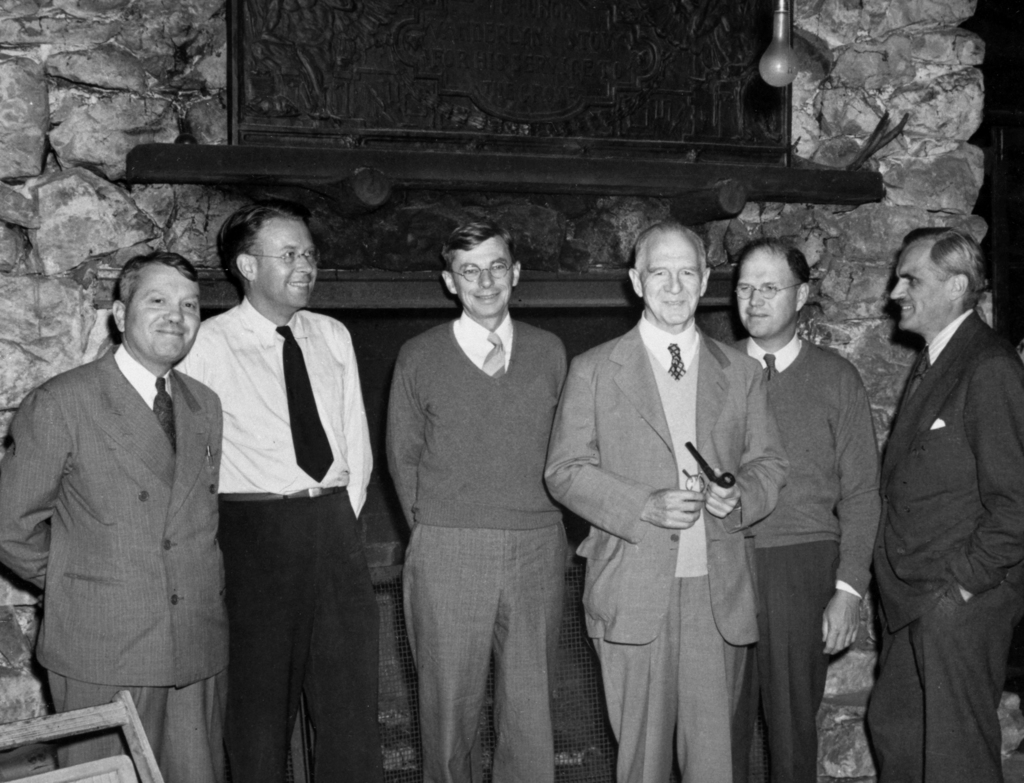
لجنة S1 1942